# آداما نیان
آداما نیان (انگلیسی: Adama Niane؛ زادهٔ ۱۶ ژوئن ۱۹۹۳) بازیکن فوتبال اهل مالی است که در پست مهاجم بازی می‌کند.
از باشگاه‌هایی که در آن بازی کرده‌است می‌توان به شارلوا، نانت، تروا و نساجی مازندران اشاره کرد.
وی همچنین در تیم ملی فوتبال زیر ۲۰سال و بزرگسالان مالی بازی کرده‌است.